# ميغيل أنخيل مويا
ميغيل أنجيل مويا (بالإسبانية: Miguel Ángel Moyà)‏ (مواليد 2 أبريل 1984 في بني سالم - إسبانيا) هو لاعب كرة قدم إسباني يلعب حاليا لصالح نادي الدرجة الأولى أتلتيكو مدريد الإسباني منذ 2014 في مركز حارس مرمى.

## روابط خارجية
- ميغيل أنخيل مويا على موقع الاتحاد الدولي (مؤرشف)  (الإنجليزية)
- ميغيل أنخيل مويا على موقع الاتحاد الأوربي (الإنجليزية)
- ميغيل أنخيل مويا على موقع قاعدة بيانات كرة القدم.إي يو (الإنجليزية)
- ميغيل أنخيل مويا على موقع Soccerbase.com (لاعب) (الإنجليزية)
- ميغيل أنخيل مويا على موقع Soccerway.com (الإنجليزية)
- ميغيل أنخيل مويا على موقع عالم كرة القدم.نت (الإنجليزية)
- ميغيل أنخيل مويا على موقع AS.com (الإسبانية)